# Lenne, Holzminden
Lenne là một đô thị trong huyện Holzminden, bang Niedersachsen, Đức. Đô thị Lenne, Holzminden có diện tích 9,07 km², dân số thời điểm ngày 31 tháng 12 năm 2006 là 720 người.